# Marcellinus (général du IIIe siècle)
Iulius Marcellinus était un officier militaire romain du IIIe siècle. Fidèle d'Aurélien sans doute depuis longtemps déjà, il se vit attribuer après la victoire sur Zénobie et la première prise de Palmyre en 272 le gouvernement de la province de Mésopotamie, avec en plus un large commandement militaire sur l'ensemble de la frontière d'Orient (totius Orientis). Fin 272-début 273, Palmyre se révolta à nouveau et offrit à Marcellinus de devenir empereur, comme cela était arrivé tant de fois en ces années de crise (Zosime I,60,1 et I,61,1). Marcellinus temporisa et avertit Aurélien, qui revint du Danube et cette fois châtia la ville durement.
Après la mort d'Aurélien, les traces de Marcellinus disparaissent. Peut-être fut-il éloigné par Tacite qui devait s'en méfier.
Il est très certainement, quoique rien ne vienne le prouver de façon définitive, identifiable au Marcellinus qui fut consul (avec Aurélien) en 275, récompensé ainsi de sa fidélité comme Placidianus avant lui en 273.